# Ушомир (станція)
Ушомир — пасажирська залізнична станція Коростенської дирекції Південно-Західної залізниці лінії Коростень — Житомир. Розташована поблизу села Холосне.
Розташована між зупинними пунктами Білошиці та Лісівщина.
Станція виникла 1915 року на новопрокладеній залізниці Житомир — Коростень.

## Розклад
- Розклад руху приміських поїздів.